# 普雷里維爾鎮區 (密歇根州)
普雷里維爾鎮區（英語：Prairieeville Township）是位於美國密歇根州巴里縣的一個行政鎮區。

## 地方資料
普雷里維爾鎮區的面積為94.50平方千米，當中陸地面積為85.00平方千米，而水域面積為9.50平方千米。根據2020年美國人口普查的數據，當地共有人口3334人，而人口密度為每平方千米35.28人。